# 58-я отдельная морская разведывательная авиационная эскадрилья ВВС Балтийского флота
58-я отдельная морская разведывательная авиационная эскадрилья ВВС Балтийского флота, она же 58-я отдельная авиационная эскадрилья ВВС Балтийского флота —  воинское подразделение вооружённых сил  СССР в Великой Отечественной войне.

## История
На вооружении эскадрильи к началу войны состояли самолёты МБР-2, базировалось подразделение в  Пейпия
В составе действующей армии во время ВОВ c 22 июня 1941 по 20 ноября 1943 года.
Действует над Финским заливом и Прибалтикой с первых дней войны.
В сентябре 1941 года вошла в состав 15-го авиационного полка ВВС Балтийского флота и вела боевые действия в составе полка до марта 1943 года, а с марта 1943 года и до конца войны - в составе 15-го отдельного морского разведывательного авиационного полка ВВС Балтийского флота.
С конца лета и по конец осени 1942 года действует над Ладожским озером, проводя разведку и бомбардировку судов и кораблей противника. С 13 августа по 12 ноября 1942 года эскадрилья совершила 244 боевых самолёто-вылетов (без учёта полётов на разведку), сбросила 78542 килограмма бомб, уничтожила 13 складов с боеприпасами, 3 топливных склада, 34 строения, 17 автомашин, 21 железнодорожный вагон, разрушила 14 причалов, потопила катер.
На 1 января 1943 года базируется на аэродроме Борки.
На 1 июля 1943 года осталась единственным подразделением Балтийского флота, имевшим на вооружении МБР-2. 15 сентября 1943 года, при прорыве Гогландской минной позиции, шестью самолётами неподалёку от острова Большой Тютерс уничтожила тяжёлую плавучую артиллерийскую батарею Sat-20 (переоборудованный и вооружённый 150-мм орудием германский грузовой теплоход «West»)
20 ноября 1943 года расформирована.

## Полное наименование
58-я отдельная морская разведывательная авиационная эскадрилья ВВС Балтийского флота

## Подчинение
| Дата            | Флот            | Армия | Корпус | Полк                                                                           | Примечания |
| --------------- | --------------- | ----- | ------ | ------------------------------------------------------------------------------ | ---------- |
| 22.06.1941 года | Балтийский флот | -     | -      | -                                                                              | -          |
| 01.07.1941 года | Балтийский флот | -     | -      | -                                                                              | -          |
| 10.07.1941 года | Балтийский флот | -     | -      | -                                                                              | -          |
| 01.08.1941 года | Балтийский флот | -     | -      | -                                                                              | -          |
| 01.09.1941 года | Балтийский флот | -     | -      | -                                                                              | -          |
| 01.10.1941 года | Балтийский флот | -     | -      | 15-й авиационный полк ВВС Балтийского флота                                    | -          |
| 01.11.1941 года | Балтийский флот | -     | -      | 15-й авиационный полк ВВС Балтийского флота                                    | -          |
| 01.12.1941 года | Балтийский флот | -     | -      | 15-й авиационный полк ВВС Балтийского флота                                    | -          |
| 01.01.1942 года | Балтийский флот | -     | -      | 15-й авиационный полк ВВС Балтийского флота                                    | -          |
| 01.02.1942 года | Балтийский флот | -     | -      | 15-й авиационный полк ВВС Балтийского флота                                    | -          |
| 01.03.1942 года | Балтийский флот | -     | -      | 15-й авиационный полк ВВС Балтийского флота                                    | -          |
| 01.04.1942 года | Балтийский флот | -     | -      | 15-й авиационный полк ВВС Балтийского флота                                    | -          |
| 01.05.1942 года | Балтийский флот | -     | -      | 15-й авиационный полк ВВС Балтийского флота                                    | -          |
| 01.06.1942 года | Балтийский флот | -     | -      | 15-й авиационный полк ВВС Балтийского флота                                    | -          |
| 01.07.1942 года | Балтийский флот | -     | -      | 15-й авиационный полк ВВС Балтийского флота                                    | -          |
| 01.08.1942 года | Балтийский флот | -     | -      | 15-й авиационный полк ВВС Балтийского флота                                    | -          |
| 01.09.1942 года | Балтийский флот | -     | -      | 15-й авиационный полк ВВС Балтийского флота                                    | -          |
| 01.10.1942 года | Балтийский флот | -     | -      | 15-й авиационный полк ВВС Балтийского флота                                    | -          |
| 01.11.1942 года | Балтийский флот | -     | -      | 15-й авиационный полк ВВС Балтийского флота                                    | -          |
| 01.12.1942 года | Балтийский флот | -     | -      | 15-й авиационный полк ВВС Балтийского флота                                    | -          |
| 01.01.1943 года | Балтийский флот | -     | -      | 15-й авиационный полк ВВС Балтийского флота                                    | -          |
| 01.02.1943 года | Балтийский флот | -     | -      | 15-й авиационный полк ВВС Балтийского флота                                    | -          |
| 01.03.1943 года | Балтийский флот | -     | -      | 15-й авиационный полк ВВС Балтийского флота                                    | -          |
| 01.04.1943 года | Балтийский флот | -     | -      | 15-й отдельный морской разведывательный авиационный полк ВВС Балтийского флота | -          |
| 01.05.1943 года | Балтийский флот | -     | -      | 15-й отдельный морской разведывательный авиационный полк ВВС Балтийского флота | -          |
| 01.06.1943 года | Балтийский флот | -     | -      | 15-й отдельный морской разведывательный авиационный полк ВВС Балтийского флота | -          |
| 01.07.1943 года | Балтийский флот | -     | -      | 15-й отдельный морской разведывательный авиационный полк ВВС Балтийского флота | -          |
| 01.08.1943 года | Балтийский флот | -     | -      | 15-й отдельный морской разведывательный авиационный полк ВВС Балтийского флота | -          |
| 01.09.1943 года | Балтийский флот | -     | -      | 15-й отдельный морской разведывательный авиационный полк ВВС Балтийского флота | -          |
| 01.10.1943 года | Балтийский флот | -     | -      | 15-й отдельный морской разведывательный авиационный полк ВВС Балтийского флота | -          |
| 01.11.1943 года | Балтийский флот | -     | -      | 15-й отдельный морской разведывательный авиационный полк ВВС Балтийского флота | -          |

## Командиры
- подполковник авиации Н. М. Каминский.